# Ponikve, Dobrepolje
Ponikve so deloma obcestno deloma gručasto središčno naselje v Občini Dobrepolje, zahodno od Dobrepolja.
Stojijo v razširjeni dolini spodnjega toka ponikalnice Rašica. Na vzhodu se delina zoži med Golim brdom (584 m) in Videmskim hribom (623 m), na zahodu pa med Krajem (640 m) in Topolovcem (566 m). Proti severu se svet zelo zložno dviga proti Lipljenam.
Naselje ima tri dele. Spodnji konec je strnjen okoli cerkve sv. Florjana, Zgornji konec je bolj razvlečen in leži zahodno od Spodnjega konca, tretji del pa je okrog doma za ostarele ob Rašici.
Površje je močno zakraselo, v okolici je več kraških jam. Rašica ponikne približno 300 m jugozahodno od jedra vasi, če je vode malo, že prej. Glavni ponor Pasnica je obzidan in zavarovan z lovilci plavja, da se ne zamaši. Kadar je voda zelo visoka, se razlije po Dobrepolju. V Ponikvah so v drugi polovici 19. stoletja delovale fužine. Kmetijstvo je skromno, zato je večina prebivalcev zaposlena v bližnjem Dobrepolju, Grosuplju in Ljubljani.